# Éleuthérios le Jeune
Éleuthérios le Jeune est un fonctionnaire byzantin qui a renversé Gennadios II, et lui a possiblement succédé en tant qu'exarque d'Afrique. 
En 662, l'empereur byzantin Constant II emménage à Syracuse, en Sicile, pour défendre les possessions occidentales de l'Empire et laisse son fils, Constantin IV, régner à Constantinople, tandis que lui-même se lance dans un projet d'amélioration des fortifications de l'Empire en Occident. En 662, il demande une augmentation du tribut venant d'Afrique pour financer les activités impériales à Syracuse. L’exarque d’Afrique au pouvoir, Gennadios, refuse de fournir les recettes supplémentaires demandées par Constant, et par la suite expulse le représentant de l’empereur. En 665, Éleuthérios le Jeune, rejoignant une garnison de troupes, conduit les citoyens à expulser Gennadios de Carthage. Gennadios s'enfuit à Damas, à la cour du calife omeyyade Muʿawiya Ier, lui demandant de l'aide pour reprendre Carthage. Le calife envoye une troupe armée envahir l’Afrique byzantine, mais Gennadios meurt à la fin de 665, alors qu’il atteignait Alexandrie.

## Référencement